# Marco Lazaga
Marco Antonio Lazaga Dávalos (* 26. Februar 1983 in Nanawa) ist ein ehemaliger paraguayischer Fußballspieler auf der Position eines Stürmers.

## Karriere
Lazaga begann seine Karriere bei 2 de Mayo in Pedro Juan Caballero, ehe er zu dem argentinischen Verein CA Belgrano wechselte. 2008 kehrte er nach Paraguay zurück, um für Sportivo Luqueño zu spielen. Lazaga unterschrieb noch zur Clausura 2008 auf Wunsch des Trainers Gustavo Costas bei Olimpia. 2010 ging Lazaga ins Ausland, um für den chilenischen Verein CD Cobreloa zu spielen. Nach einem erfolgreichen Jahr mit den Zorros del Desierto wechselte der Offensivakteur zurück zu Belgrano, kehrte jedoch nach einem kurzen Aufenthalt zum chilenischen Fußball mit Everton zurück. 2012 schloss sich Lazaga dem kolumbianischen Verein Patriotas Boyacá an, wo er eine gute Saison spielte. 2013 setzte er seine Auslandskarriere fort und spielte kurzzeitig in Peru bei León de Huánuco und in Bolivien bei Blooming. Nach einer kurzen Rückkehr jeweils zu Olimpia und Patriotas Boyacá wechselte Lazaga zu Cúcuta Deportivo aus Kolumbien. Seine Karriere ließ er in Ecuador in der Serie B beim Manta FC ausklingen.